# Figaro-Polka
Die Figaro-Polka ist eine Polka von Johann Strauss Sohn (op. 320). Das Werk wurde am 30. Juli 1867 auf der Weltausstellung in Paris erstmals aufgeführt.

## Einzelnachweis
1. ↑  Quelle: Englische Version des Booklets (Seite 61) in der 52 CDs umfassenden Gesamtausgabe der Orchesterwerke von Johann Strauß (Sohn), Hrsg. Naxos (Label). Das Werk ist als neunter Titel auf der 21. CD zu hören.